# كهف شيهوال
يقع كهف شيهوال إلى الشمال من لا جالكا، بيرو، ويضم العديد من المغارات. وفي المناطق الداخلية منها، تشكلت العديد من الهوابط والصواعد التي تعمل كملاذ لأنواع مختلفة من الطيور الليلية في المنطقة.